# Wybory parlamentarne w Kambodży w 2013 roku
Wybory parlamentarne w Kambodży odbyły się 28 lipca 2013 roku. Zwyciężyła w nich rządząca Kambodżańska Partia Ludowa, uzyskując 48,83% głosów i wprowadzając do Zgromadzenia Narodowego 68 swoich przedstawicieli. Drugie miejsce zajęła nowo powstała Partia Ocalenia Narodowego. Średnia frekwencja wyniosła 68,43%.
O 123 miejsca w Zgromadzeniu Narodowym starali się przedstawiciele 8 partii. Do głosowania uprawnionych było 10 milionów z 15 milionów obywateli Kambodży.

## Wybory

Wyniki wyborów z podziałem na okręgi

Zdecydowanym faworytem wyborów była Kambodżańska Partia Ludowa. Jej największym rywalem miała być nowa liberalna partia Sama Raisy’ego (Partia Ocalenia Narodowego). Jej program wyborczy koncentrował się na prawach człowieka, walce z ubóstwem oraz korupcją.

### Debaty
Po raz pierwszy w historii Kambodży odbyły się debaty telewizyjne. Miały miejsce 20 oraz 21 lipca.

### Przebieg wyborów
Według opozycji nastąpiły największe w historii kraju nieprawidłowości. Z list wyborczych miały zostać usunięte tysiące nazwisk (w tym lidera opozycji, Sama Rainsy’ego). W związku z nieprawidłowościami we wschodniej części kraju odbyły się protesty. Były to kolejne wybory z udziałem ponad 290 unijnych obserwatorów.

### Wyniki
Według oficjalnych wyników wybory wygrała Kambodżańska Partia Ludowa, uzyskując 48,83%, co dało jej 68 miejsc w 123-osobowym parlamencie.
| Partie                               | %      | Liczba mandatów |
| ------------------------------------ | ------ | --------------- |
| Kambodżańska Partia Ludowa (CPP)     | 48,83  | 68              |
| Partia Ocalenia Narodowego (CNRP)    | 44,46  | 58              |
| FUNCINPEC                            | 3,65   | –               |
| Liga Partii Demokratycznych          | 1,03   | –               |
| Khmerska Partia Demokratyczna        | 0,65   | –               |
| Kambodżańska Partia Narodowa         | 0,58   | –               |
| Partia Rozwoju Gospodarczego Khmerów | 0,51   | –               |
| Demokratyczna Partia Republikańska   | 0,29   | –               |
| Łącznie (frekwencja: 68,43%)         | 100,00 | 123             |

### Reakcje
Wyniki nie zostały uznane przez opozycję. Rozpoczęły się antyrządowe demonstracje. Unia Europejska oraz Stany Zjednoczone wyraziły niepokój wobec wyników wyborów.